# Golzow (Märkisch-Oderland)
Golzow è un comune di 848 abitanti del Brandeburgo, in Germania. Appartiene al circondario del Märkisch-Oderland (targa MOL) ed è capoluogo della comunità amministrativa (Amt) omonima.

## Cultura
Golzow è nota per il documentario della DEFA (gli studi cinematografici dell'ex Germania dell'Est) I bambini di Golzow ("Die Kinder von Golzow"), girato tra il 1961 e il 2007.